# طلتروس باسيفيكي
طلتروس باسيفيكي (الاسم العلمي: Talitrus pacificus) هو نوع من المفصليات يتبع جنس الطلتروس من الفصيلة الطلتروسية.